# 1513

## Родени
- Мишел дьо Бей, брабантски теолог

## Починали
- 20 януари – Елена Ивановна, велика литовска княгиня и кралица на Полша